# Unter der Asche meiner Liebe ist noch Glut
Unter der Asche meiner Liebe ist noch Glut ist ein Lied der tschechischen Sängerin Helena Vondráčková aus dem Jahr 1977.

## Inhalt
Unter der Asche meiner Liebe ist noch Glut ist ein Midtempo-Schlager, der von Hans-Georg Moslener, Jon Athan geschrieben und auch von Hans-Georg Moslener produziert wurde. Die Single erschien am 5. März 1977 beim Plattenlabel Telefunken und beinhaltet das Stück Sam als B-Seite. 1978 erschien es auf dem gleichnamigen Album Unter der Asche meiner Liebe ist noch Glut, diesmal beim Plattenlabel Amiga.
Helena Vondráčková interpretierte das Lied in der 33. Sendeausgabe vom 29. April 1978 in der Samstagabendshow Ein Kessel Buntes des Fernsehens der DDR, ebenso in zahlreichen weiteren Musiksendungen.
Das Lied handelt von einer Liebe, die noch nicht ganz erloschen ist und bei der kleinsten Annäherung, der im Liedtext als „Funken“ beschrieben wird, wieder aufflamme.
Für die Interpretin Vondráčková war der Titel ihr größter Erfolg als Sängerin. Sie nannte deshalb auch ihre im Jahr 1997 im Ullstein Verlag erschiene Autobiografie Unter der Asche meiner Liebe ist noch Glut. Erinnerungen.